# Аутопсия на извънземните
„Аутопсия на извънземните“ е британска комедия от 2006 г. на режисьора Джони Кемпбъл, по сценарий на Уилям Дейвис. Във филма участват Ант Макпартлин, Деклан Донъли, Бил Пулман, Хари Дийн Стантън, Омид Джалили и Джими Кар.